# Biological Reviews
Biol Rev, Biol. Rev.
Biological Reviews (Biol Rev ou Biol. Rev.) est une revue scientifique internationale à comité de lecture pour les articles de synthèse en biologie.

## Description
La revue a été fondée en 1936 sous le nom Biological reviews of the Cambridge Philosophical Society et s'est arrêtée en 1997.
Le titre Biological Reviews est donc publié depuis 1998 par John Whiley & Sons.
La Cambridge Philosophical Society publie la revue. L’objectif est de publier des articles de synthèse qui présentent également de nouveaux concepts. Les articles sont plus longs que les articles techniques normaux et servent souvent d’introduction à un sujet. Le facteur d'impact est de 12,8 et il se classe au 3e rang sur 335 revues.
Sa fréquence de parution est trimestrielle.